# Мурзаев, Исраил
Исраил Мурзаев (20 декабря 1919 — ?) — наводчик орудия 275-го гвардейского истребительно- противотанкового артиллерийского полка (4-я гвардейская истребительно-противотанковая артиллерийская бригада PГK 1-й Белорусский фронт), гвардии младший сержант, участник Великой Отечественной войны, кавалер ордена Славы трёх степеней.

## Биография
Родился 20 декабря 1919 года в кишлаке Бошкудук (ныне Пастдаргомского района Самаркандской области Узбекистана) в семье крестьянина. Узбек. Окончил 7 классов. Работал в колхозе «Ашхабад» рабочим.
В сентябре 1939 года был призван в Красную армию Катта-Курганским райвоенкоматом Самаркандской области. Служил в артиллерийских частях у западных границ страны.
Участник Великой Отечественной войны с первых дней. Боевое крещении принял 27 июня, с боями отступал на восток.
К началу 1944 года гвардии красноармеец Мурзаев воевал в рядах 275-го гвардейского истребительно-противотанкового артиллерийского полка, был номером расчёта 76-мм орудия. В составе этого полка прошёл до конца войны. Первую боевую награду заслужил, когда в тяжёлом бою 27 апреля при отражении контратаки врага, действуя как номер орудия, под огнём бесперебойно подносил боеприпасы. Когда пехота подошла вплотную к огневой позиции, из личного оружия убил 2 гитлеровцев. За этот бой награждён медалью «За отвагу».
В дальнейшем в составе своего полка участвовал в боях за освобождение Белоруссии и Польши, в Люблин-Брестской и Варшавско-Познанской операциях. За отличие в этих боях награждён двумя медалями «За отвагу». При этом за бой 14 января 1945 года, когда при прорыве обороны противника, действуя как наводчик орудия, уничтожил пулемётную точку, наблюдательный пункт и до 10 гитлеровцев, был представлен к ордену Славы 3-й степени.
С 10 февраля бригада в составе 47-й, с 16 февраля 61-й армии участвовала в Восточно-Померанской наступательной операции. За отличие в этих боях был вторично представлен к награждению орденом Славы 3-й степени, но награждён орденом Красной Звезды.
С 20 марта 1945 года участвовал в боях по захвату и расширению плацдарма на западном берегу реки Одер, вошедшего в историю как Кюстринский плацдарм. В этих боях заслужил два ордена Славы.
22 марта 1945 года в наступательном бою северо-западнее города Кюстрин (ныне Кюстшин, Польша) гвардии младший сержант Мурзаев огнём из орудия разрушил наблюдательный пункт, уничтожил 2 пулемёта и до 20 вражеских солдат.
Приказом по войскам 1-го Белорусского фронта от 19 апреля 1945 года (№ 182) гвардии младший сержант Мурзаев Исраил награждён орденом Славы 3-й степени.	
27 марта 1945 года при отражении на плацдарме шести контратак противника гвардии младший сержант Мурзаев подбил средний танк, уничтожил пулемёт и 5 гитлеровцев. Был представлен к награждению орденом Отечественной войны 2-й степени. Приказом по войскам 1-го Белорусского фронта от 7 мая 1945 года (№ 573) гвардии младший сержант Мурзаев Исраил награждён орденом Славы 2-й степени.
На завершающем этапе войны участвовал в Берлинской наступательной операции, штурме гитлеровской столицы и рейхстага.
В апреле 1945 года в боях на улицах Берлина гвардии младший сержант Мурзаев со своим расчётом точным огнём вывел из строя 2 орудия, 3 пулемёта, свыше 10 солдат противника, разрушил 2 дзота, чем обеспечил успешное продвижение пехоты. Указом Президиума Верховного Совета СССР от 15 мая 1946 года гвардии младший сержант Мурзаев Исраил награждён орденом Славы 1-й степени. Стал полным кавалером ордена Славы.
В мае 1946 года был демобилизован. Член КПСС с 1946 года. Старшина в отставке. Вернулся на родину. Работал бригадиром хлопководческой бригады в совхозе «Улус», начальником Гражданской обороны совхоза «Москва» Самаркандской области. Дата смерти не установлена.

## Награды
- Орден Красной Звезды (15.05.1946)[3]
- орден Славы I степени(31.05.1945)[4]
- орден Славы II степени(07.05.1945)[5]
- орден Славы III степени (19.04.1945)[6]
  - медали, в том числе:
  - Медаль «За отвагу» (31.05.1944)[7]
  - Медаль «За отвагу» (30.07.1944)[8]
  - Медаль «За отвагу» (08.02.1945)[9]
  - «За победу над Германией в Великой Отечественной войне 1941—1945 гг.» (1945)[10]
  - «За взятие Берлина» (1945)[11]